# Super Smash Brothers
Evil Uno & Stu Grayson (o también conocido como Super Smash Brothers) es un tag team de lucha libre profesional, quienes está formada por Evil Uno y Stu Grayson quiénes trabajan para All Elite Wrestling (AEW). Brothers se basó su gimmick en torno a los videojuegos, más concretamente los juegos de las consolas NES y SNES (como sus movimientos y vestimenta siendo referencia a Mario, Luigi y Wario) ellos eran llamado anteriormente como Super Smash Brothers.
Entre los logros del equipo fueron una vez Campeones de Parejas de Chikara y una vez Campeón Mundial en Parejas de PWG.

## Historia

### Chikara (2007-2010)
En 2007, Player Uno y Stupefied, que luego compitieron como Player Dos, hicieron su debut en Chikara como Super Smash Brothers. El 21 de septiembre de 2008, en Laying in the Gutter, Looking at the Stars, derrotaron a Incoherence ( Delirious y Hallowicked ) para ganar a Campeonato de Parejas de Chikara antes de perderla un mes después en The Osirian Portal (Amasis y Ophidian). Su último combate en Chikara fue el 24 de octubre de 2010 perdiendo contra Bruderschaft des Kreuzes (Daizee Haze y Sara Del Rey).

### Ring of Honor (2009-2010, 2018)
El 17 de abril de 2009, Super Smash Brothers hizo su debut en el Ring of Honor (ROH) en un dark match. El 8 de mayo de 2009, en Never Say Die, hicieron su debut oficial en el ring de ROH, perdiendo ante Kenny King y Rhett Titus. El 25 de julio de 2009, en Death Before Dishonor VII: Night Two en Toronto, Ontario, Canadá, derrotaron a El Generico y Kevin Steen.
El 11 de mayo de 2018, en War of the Worlds en Toronto, Ontario, Evil Uno y Stu Grayson lucharon contra sus rivales The Young Bucks (Matt Jackson y Nick Jackson) en un esfuerzo perdido. Más tarde desafiarían por el Campeonato Mundial en Parejas de ROH el 11 de noviembre de 2018 en Global Wars: Toronto, donde perdieron contra SoCal Uncensored (Frankie Kazarian y Scorpio Sky).

### Pro Wrestling Guerrilla (2011-2013)
El 10 de septiembre de 2011, Super Smash Brothers hizo su debut en Pro Wrestling Guerrilla (PWG) en The Perils Of Rock N 'Roll Decadence, perdiendo contra The RockNES Monsters (Johnny Goodtime y Johnny Yuma). El 21 de abril de 2012, ganaron el Dynamite Duumvirate Tag Team Title Tournament 2012 (DDT4). Derrotaron a los Young Bucks en la primera ronda, Future Shock (Adam Cole y Kyle O'Reilly) en las semifinales, y 2 Husky Black Guys (El Genérico y Willie Mack) en la final. El 25 de mayo de 2012 en Death To All But Metal, derrotaron a The Young Bucks en un No Descalification Match para ganar el vacante Campeonato Mundial en Parejas de PWG.

## Campeonatos y logros
- Alpha-1 Wrestling
  - Alpha-1 Wrestling Tag Team Championship (2 veces)[6]

- Chikara
  - Campeonatos de Parejas (1 vez)

- Combat Revolution Wrestling
  - CRW Interim Tag Team Championship (1 vez)

- International Wrestling Syndicate
  - IWS World Tag Team Championship (1 vez)

- Lucha Toronto
  - Royal Canadian Tag Team Championship (2 veces)

- North Shore Pro Wrestling
  - NSPW Tag Team Championship (2 veces)

- Pro Wrestling Guerrilla
  - PWG World Tag Team Championship (1 vez)
  - PWG Dynamite Duumvirate Tag Team Title Tournament (2012)

- Smash Wrestling
  - F8tful Eight Tournament (2018)

- Squared Circle Wrestling
  - 2CW Tag Team Championship (1 vez)